# Ruigte

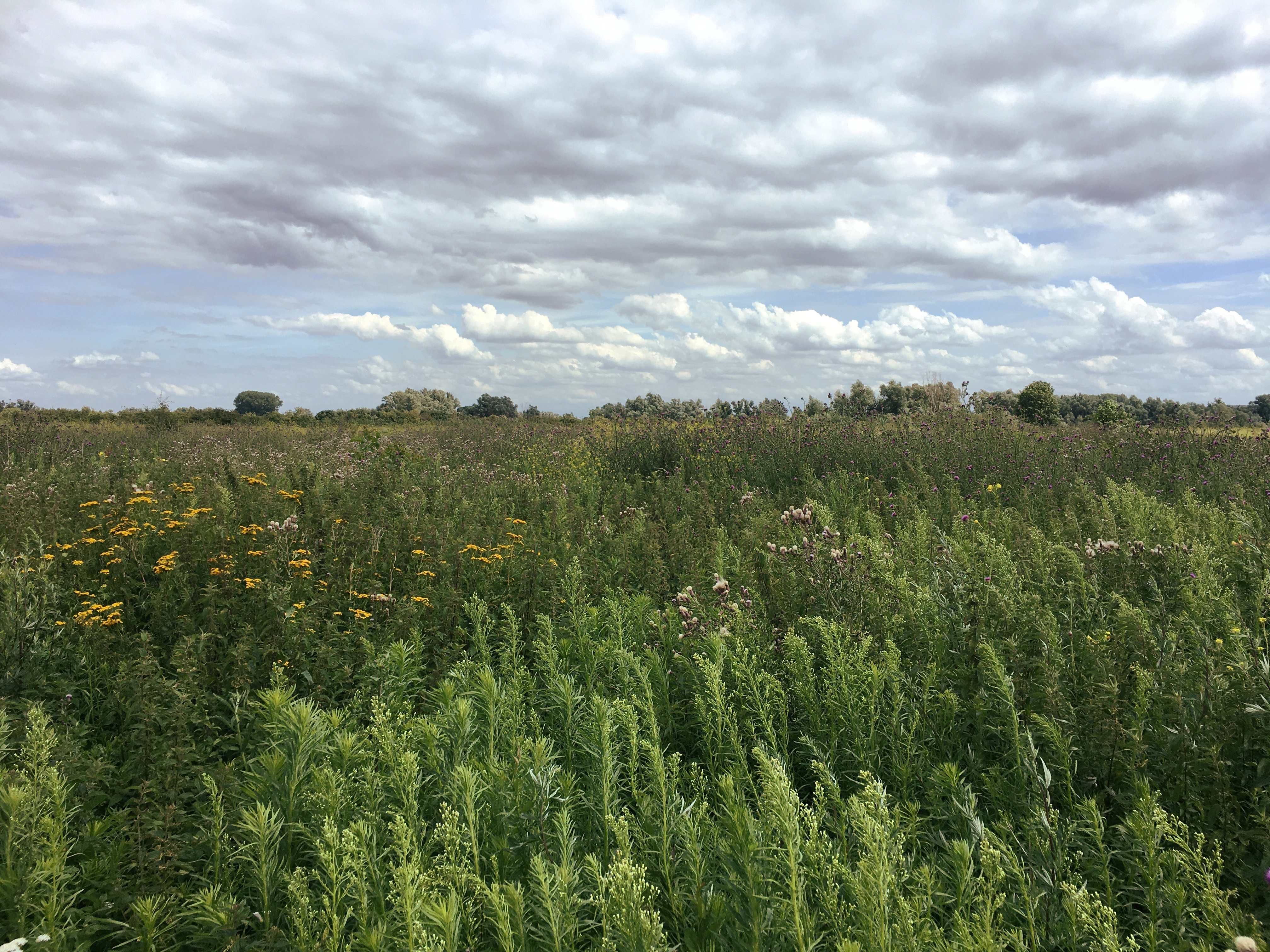
Ruderale ruigten uit de klasse van ruderale gemeenschappen in een uiterwaard; hier met een groot aandeel van hoog opschietende composieten.

Een ruigte is een op het land groeiende vegetatie die zich manifesteert als formatie waarin een door ruigtekruiden gedomineerde kruidlaag het hoofdbestanddeel van de vegetatiestructuur en het aspect vormt. Een ontwikkelde struik- of boomlaag is afwezig. Grasachtigen kunnen in ruigten wel vaak voorkomen maar zijn in de regel niet dominant binnen de vegetatiestructuur en vormen nooit zoden of matten. Ruigten zijn gewoonlijk betrekkelijk arm aan plantensoorten.
In de gematigde streken sterft doorgaans het grootste deel van de (levende) biomassa van ruigten na de vegetatieperiode bovengronds weer af. Afhankelijk van de plaatselijke natuurlijke milieufactoren of het beheer kan er dan een strooisellaag gevormd worden.
Vaak treedt een ruigte op als zoom. Vlakdekkend komen ruigten doorgaans voor op verruigde graslanden of rietlanden, maar ook op ruderale terreinen. Op uitgesproken voedselarme standplaatsen komen ruigten nauwelijks voor.

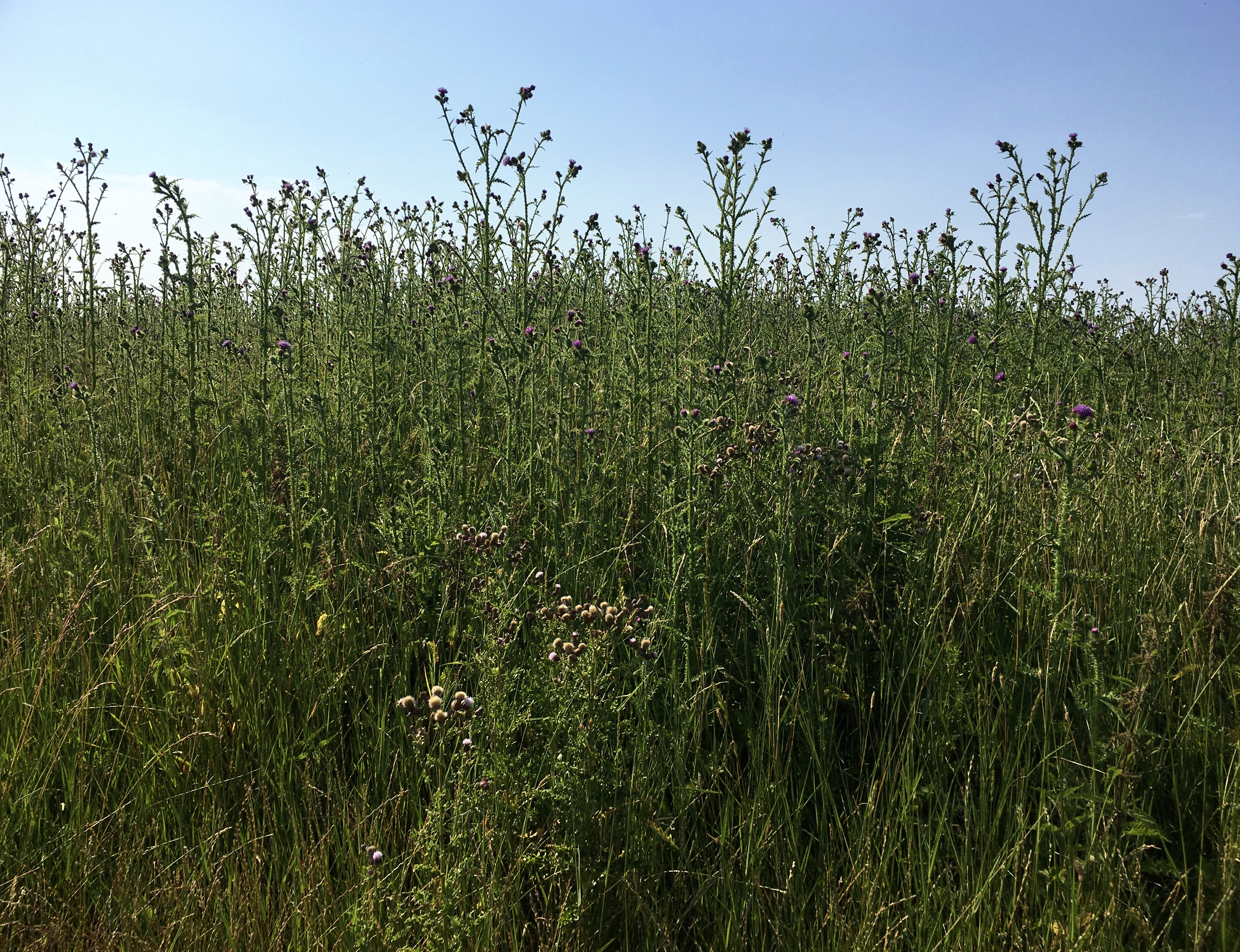
Een soortenarme ruigte met onder andere kruldistel (Carduus crispus) en akkerdistel (Cirsium arvense), gedurende de zomer

## Faunistisch belang

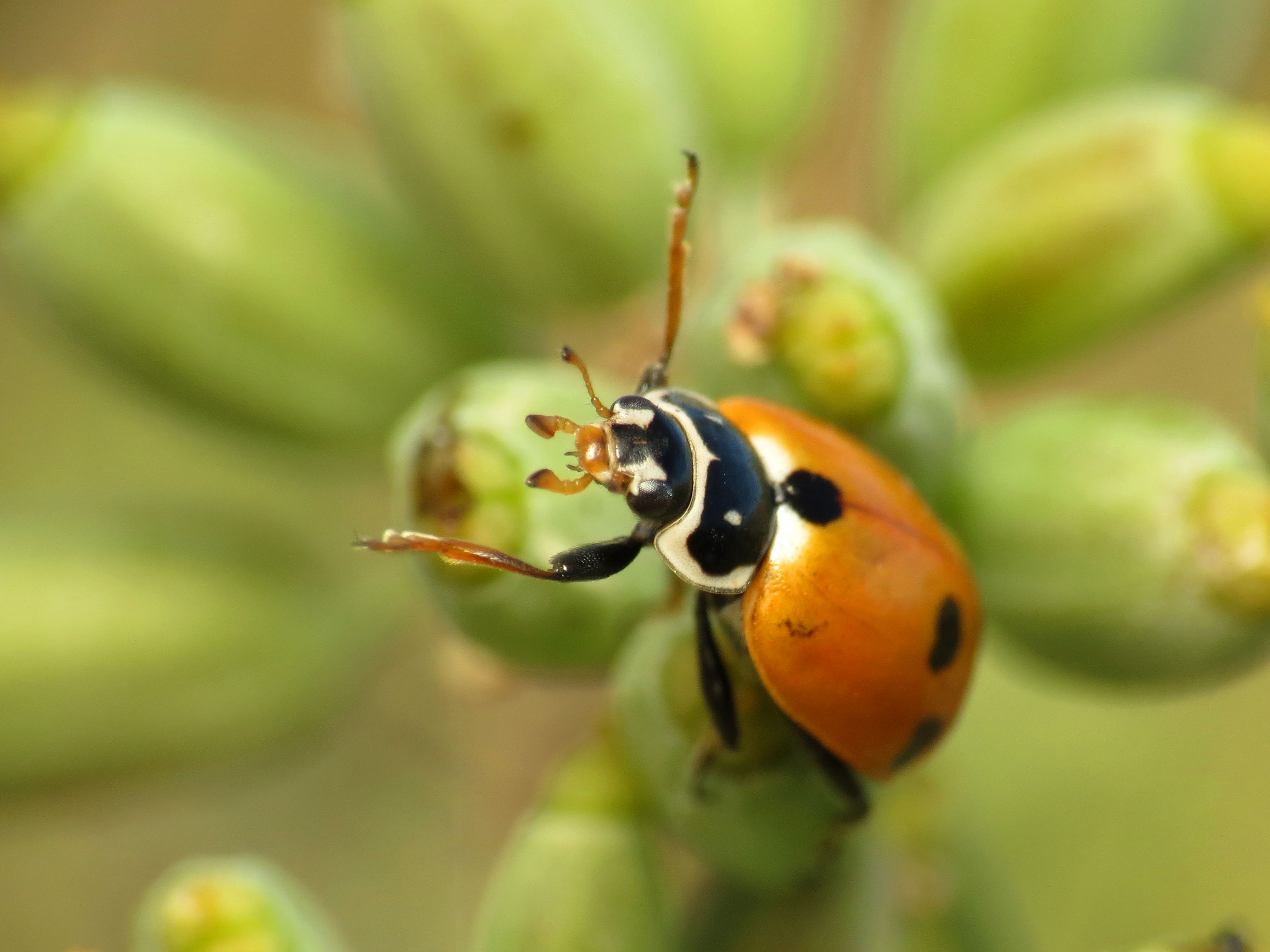
Exemplaar van het ruigtelieveheersbeestje (Hippodamia variegata)

Ruigten kunnen een belangrijke rol spelen in de overwinteringskansen van veel geleedpotigen en ook bij kleine zoogdieren. Zo overwinteren insecten dikwijls in (afgestorven) organisch materiaal van bijvoorbeeld het strooisel en de dikke, dode stengels van de ruigtekruiden, die nog lang kunnen blijven staan. Kleine zoogdieren zoals muizen of wezels kunnen in ruigten een veilige en beschutte plaats vinden vanwege de grote hoeveelheid strooisel en de sterke kroonsluiting van de kruiden. 
Sommige soorten geleedpotigen danken hun triviale naam aan de belangrijke rol die ruigten spelen in de biotoopvoorkeuren van deze dieren. Enkele voorbeelden hiervan zijn de ruigterondbuik (Bradycellus verbasci), het ruigtelieveheersbeestje (Hippodamia variegata) en de ruigtewolfspin (Pardosa agricola).

## Ruigtegemeenschappen in Nederland en Vlaanderen
In de plantensociologie kan ruigtevegetatie syntaxonomisch worden ingedeeld naar een plantengemeenschap van een bepaald syntaxon. In het onderstaande overzicht staan per klasse alle gemeenschappen van de rang van de associatie en romp- of derivaatgemeenschap die in Nederland en Vlaanderen (kunnen) voorkomen als ruigtegemeenschap.

### Klasse van natte strooiselruigten

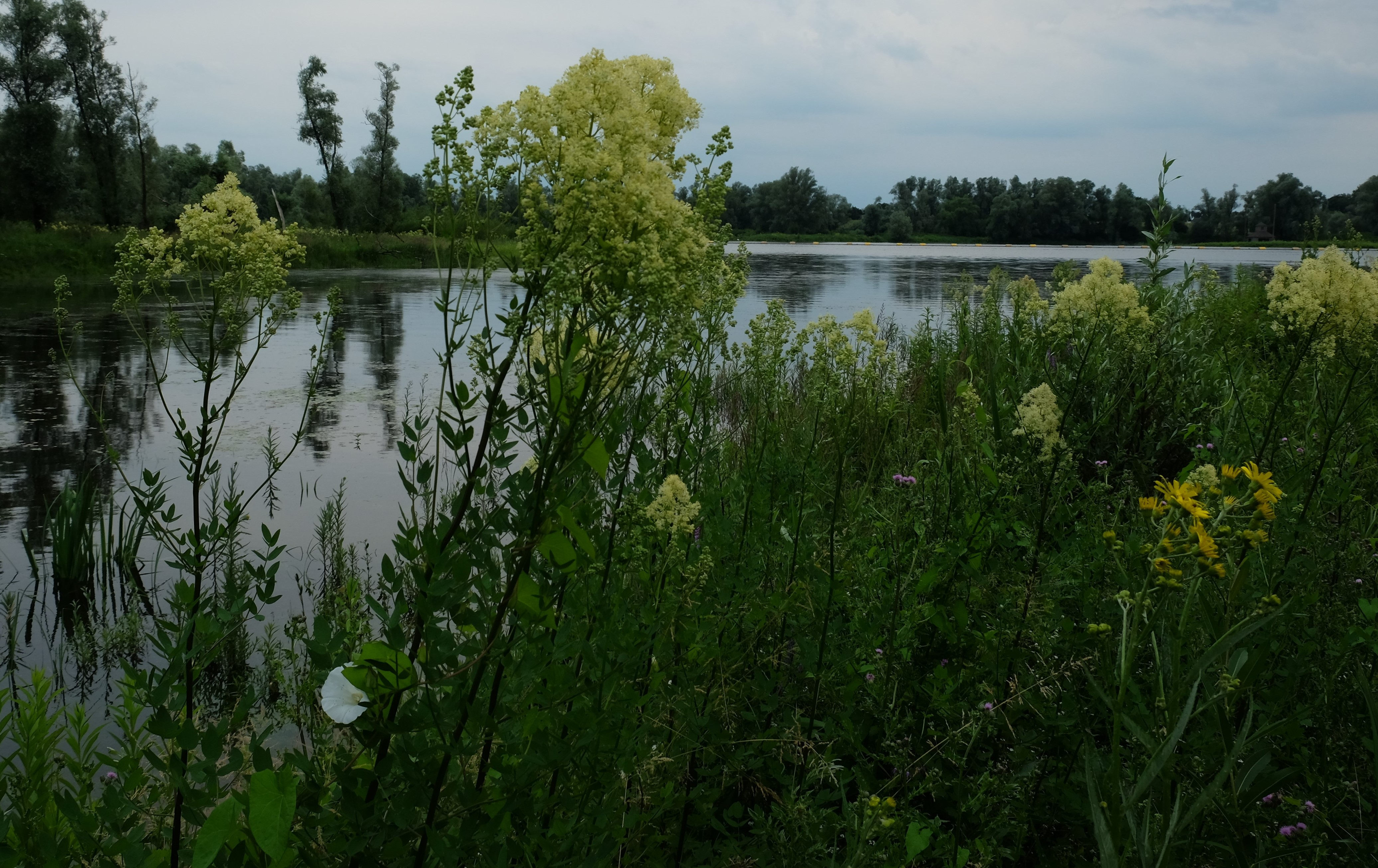
Associatie van moerasspirea en echte valeriaan

De klasse van natte strooiselruigten (Convolvulo-Filipenduletea) kent ruigten van relatief natte standplaatsen, en worden soms ook 'rietruigten' genoemd. De ruigtegemeenschappen uit deze klasse staan niet permanent in het water, zoals bij rietlanden uit de riet-klasse (Phragmitetea) meestal het geval is. Vaak ontstaan de natte strooiselruigten door verlanding en verruiging van rietlanden. Ze kunnen (nog) een aanzienlijk aandeel van bijvoorbeeld riet, rietgras, liesgras of lisdodde hebben.
Associaties
- Associatie van moerasspirea en echte valeriaan (Valeriano-Filipenduletum)
- Rivierkruiskruid-associatie (Valeriano-Senecionetum fluviatilis)
- Moerasmelkdistel-associatie (Soncho-Epilobietum hirsuti)
- Associatie van strandkweek en heemst (Oenantho-Althaeetum)

Derivaatgemeenschappen
- Derivaatgemeenschap met late guldenroede (DG Solidago gigantea-[Epilobion hirsuti])
- Derivaatgemeenschap met reuzenbalsemien (DG Impatiens glandulifera-[Convolvulo-Filipenduletea/Galio-Urticetea])

Rompgemeenschappen
- Rompgemeenschap met reuzenpaardenstaart (RG Equisetum telmateia-[Filipendulion])
- Rompgemeenschap met grote engelwortel (RG Angelica archangelica-[Epilobion hirsuti])
- Rompgemeenschap met koninginnekruid en riet (RG Eupatorium cannabinum-Phragmites australis-[Convolvulo-Filipenduletea])
- Rompgemeenschap met harig wilgenroosje (RG Epilobium hirsutum-[Convolvulo-Filipenduletea])
- Rompgemeenschap met grote brandnetel (RG Urtica dioica-[Convolvulo-Filipenduletea])
- Rompgemeenschap met heelblaadjes (RG Pulicaria dysenterica-[Convolvulo-Filipenduletea/Agrostietalia stoloniferae])

### Klasse van nitrofiele zomen

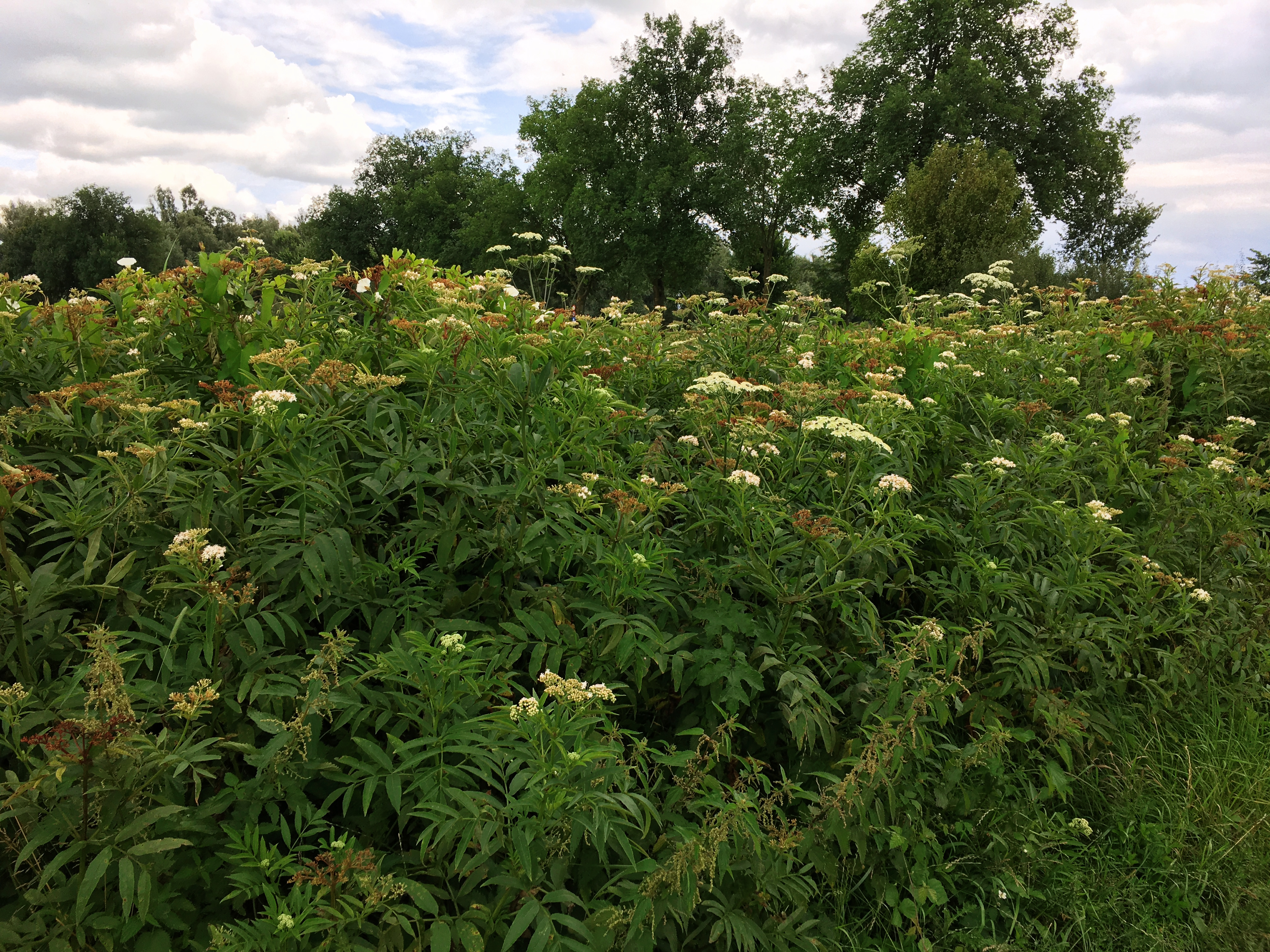
Kruidvlier-associatie

De klasse van nitrofiele zomen (Galio-Urticetea) kent uitgesproken eutrafente ruigtegemeenschappen waarin veel nitrofieten een zeer hoog aandeel hebben. Hoewel de ruigten uit deze klasse meestal zoomvormend zijn kunnen ze ook vlakdekkend optreden.
Associaties
- Associatie van fijne kervel en winterpostelein (Claytonio-Anthriscetum caucalidis)
- Heggendoornzaad-associatie (Torilidetum japonicae)
- Kruisbladwalstro-associatie (Urtico-Cruciatetum laevipedis)
- Associatie van look-zonder-look en dolle kervel (Alliario-Chaerophylletum temuli)
- Zevenblad-associatie (Urtico-Aegopodietum)
- Kruidvlier-associatie (Heracleo-Sambucetum ebuli)
- Associatie van ruig hertshooi en koninginnekruid (Atropo bellae-donnae-Epilobietum)

Derivaatgemeenschappen
- Derivaatgemeenschap met reuzenberenklauw (DG Heracleum mantegazzianum-[Galio-Urticetea])
- Derivaatgemeenschap met Japanse duizendknoop (DG Fallopia japonica-[Galio-Urticetea])
- Derivaatgemeenschap met adelaarsvaren (DG Pteridium aquilinum-[Galio-Urticetea])

Rompgemeenschappen
- Rompgemeenschap met grote brandnetel (RG Urtica dioica-[Galio-Urticetea])
- Rompgemeenschap met fluitenkruid (RG Anthriscus sylvestris-[Galio-Urticetea])
- Rompgemeenschap met groot hoefblad (RG Petasites hybridus-[Galio-Urticetea])
- Rompgemeenschap met koninginnekruid en duinriet (RG Eupatorium cannabinum-Calamagrostis epigejos-[Galio-Urticetea])
- Rompgemeenschap met ridderzuring (RG Rumex obtusifolius-[Galio-Urticetea/Plantaginetea majoris])

### Klasse van kapvlaktegemeenschappen

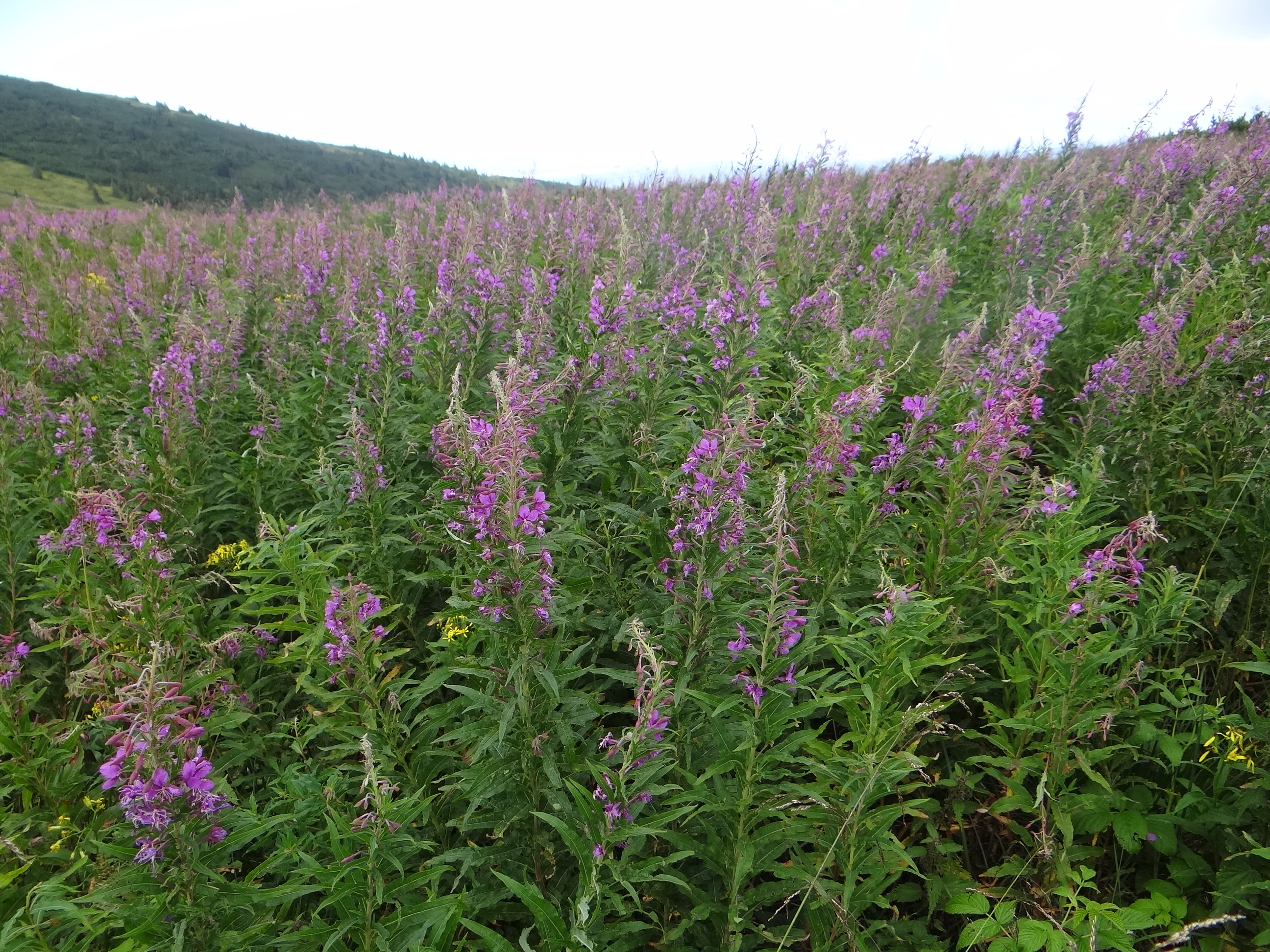
Wilgenroosje-associatie

De klasse van kapvlaktegemeenschappen (Epilobietea angustifolii) kent ruigten die voorkomen op kapvlaktes of als zoom langs paden of wegen door bossen op de hogere zandgronden.
Associaties
- Wilgenroosje-associatie (Senecioni sylvatici-Epilobietum angustifolii)

### Klasse van ruderale gemeenschappen

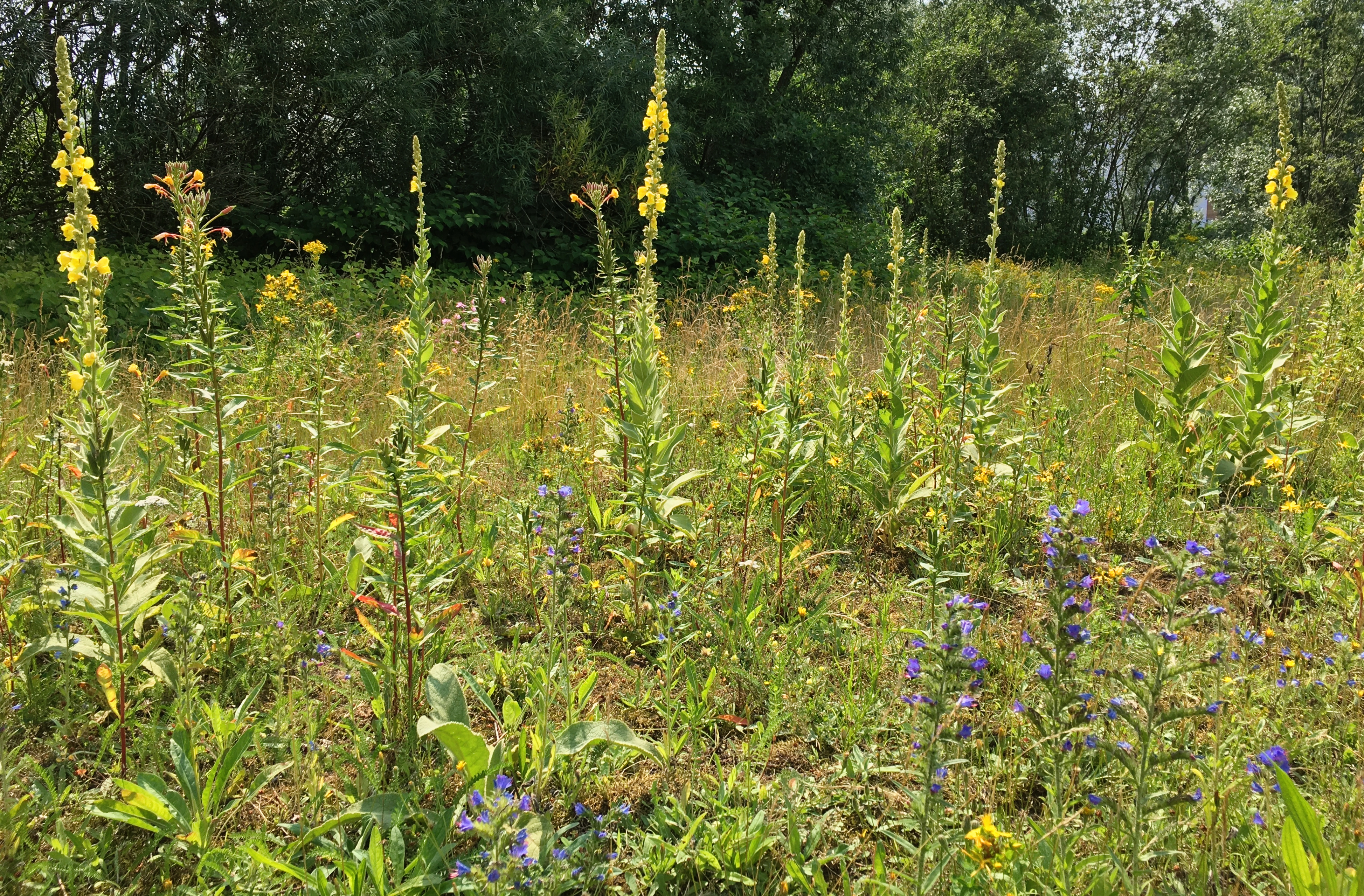
Slangenkruid-associatie

De klasse van ruderale gemeenschappen (Artemisietea vulgaris) kent ruigten die voorkomen op ruderaal terrein. In tegenstelling tot de ruigten uit de andere klassen is het aandeel van eenjarige, tweejarige of meerjarige kruiden relatief hoog. De laatstgenoemde eigenschap weerspiegelt het pionierkarakter van de ruigten uit deze klasse.
Associaties
- Associatie van raketten en kompassla (Erigeronto-Lactucetum)
- Slangenkruid-associatie (Echio-Verbascetum)
- Honingklaver-associatie (Echio-Melilotetum)
- Kweekdravik-associatie (Bromo inermis-Eryngietum campestris)
- Wormkruid-associatie (Tanaceto-Artemisietum)

Rompgemeenschappen
- Rompgemeenschap met wilde chichorei (RG Cichorium intybus-[Agropyretalia repentis/Arrhenatheretalia])
- Rompgemeenschap met grote kaardenbol (RG Dipsacus fullonum-[Agropyretalia repentis/Arrhenatheretalia])
- Rompgemeenschap met bijvoet (RG Artemisia vulgare-[Artemisietea vulgaris])
- Rompgemeenschap met akkerdistel (RG Cirsium arvense-[Artemisietea vulgaris])
- Rompgemeenschap met pijlkruidkers (RG Lepidium draba-[Artemisietea vulgaris])
- Rompgemeenschap met bezemkruiskruid (RG Senecio inaequidens-[Artemisietea vulgaris])

### Marjolein-klasse

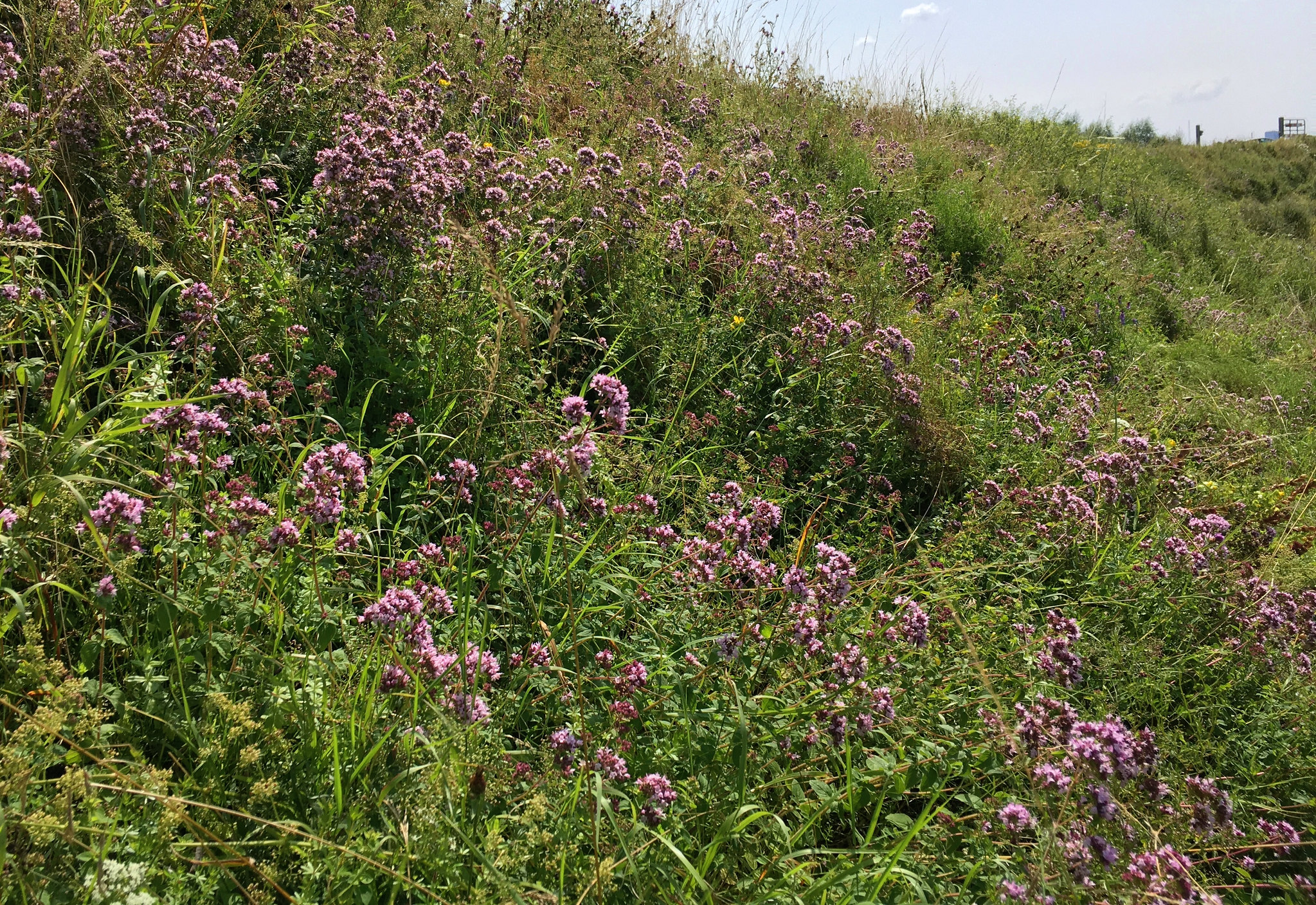
Associatie van dauwbraam en marjolein

De marjolein-klasse (Trifolio-Geranietea sanguinei) kent grazige ruigten op zonnige, kalkrijke standplaatsen. Meestal komen zij zoomvormend voor.
Associaties
- Associatie van dauwbraam en marjolein (Rubo-Origanetum)
- Associatie van parelzaad en salomonszegel (Polygonato-Lithospermetum)

### Klasse van matig voedselrijke graslanden

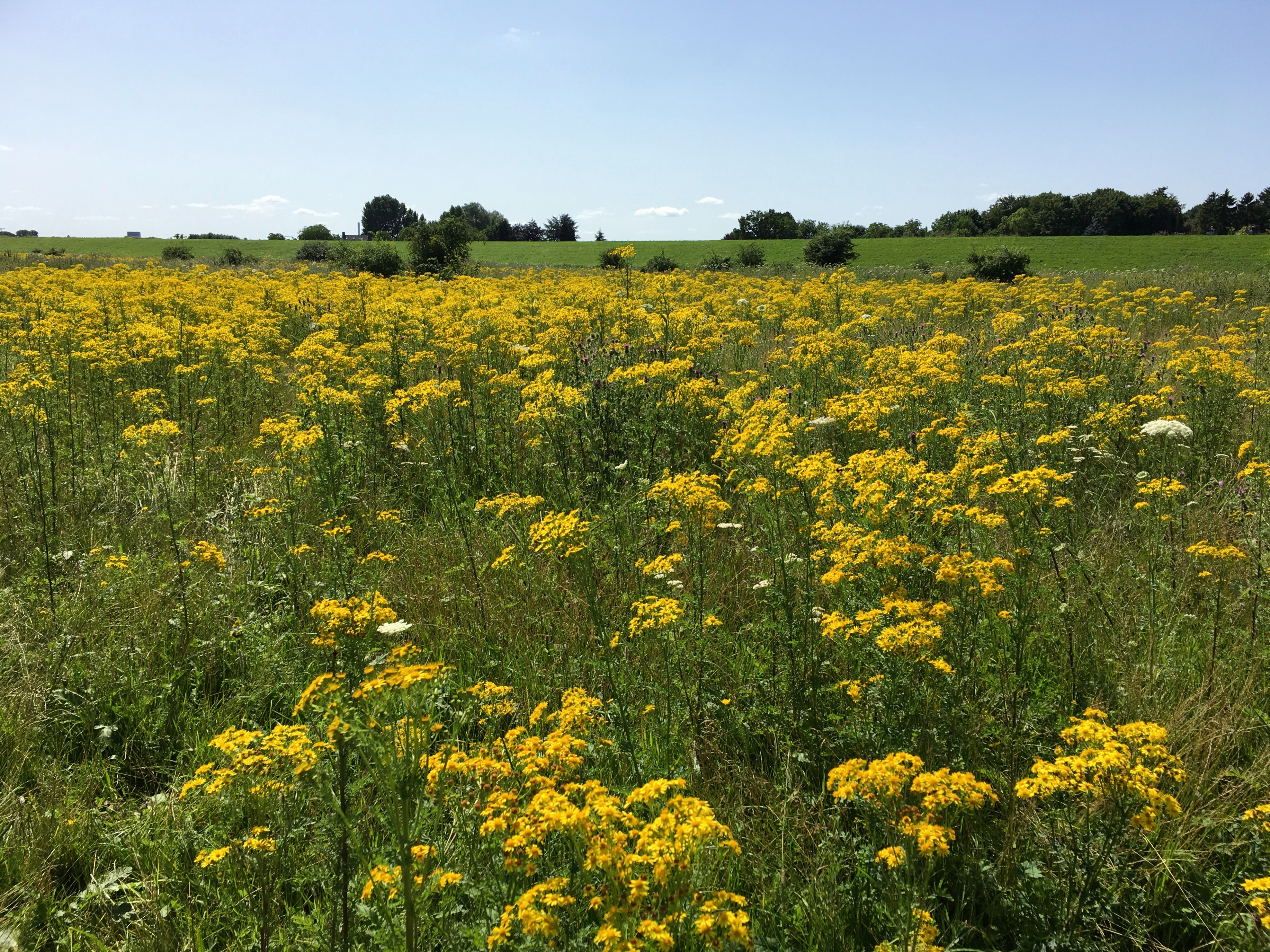
Rompgemeenschap met jakobskruiskruid

In de klasse van matig voedselrijke graslanden (Molinio-Arrhenatheretea) komen ruigten nauwelijks voor. Van de associaties uit deze klasse kan alleen de bosbies-associatie als ruigte voorkomen. Daarnaast wordt er binnen deze klasse een rompgemeenschap met jakobskruiskruid onderscheiden die de vegetatiestructuur van een ruigte heeft.
Associaties
- Bosbies-associatie (Scirpetum sylvatici)

Rompgemeenschappen
- Rompgemeenschap met jakobskruiskruid (RG Jacobaea vulgaris-[Arrhenatheretalia])

### Klasse van droge graslanden op zandgrond
In de klasse van droge graslanden op zandgrond (Koelerio-Corynephoretea) komen ruigten nauwelijks voor. Uit de klasse wordt enkel een rompgemeenschap met jakobskruiskruid in de glanshaver-orde onderscheiden die ruigtevormend optreedt.
Rompgemeenschappen
- Rompgemeenschap met jakobskruiskruid (RG Jacobaea vulgaris-[Koelerio-Corynephoretea])

### Klasse van akkergemeenschappen
In de klasse van akkergemeenschappen (Stellarietea mediae) worden ruigten als associatie niet onderscheiden. Wel worden er ruigtevormende rompgemeenschappen uit deze klasse onderscheiden.
Rompgemeenschappen
- Rompgemeenschap met koolzaad (RG Brassica napus-[Stellarietea mediae])
- Rompgemeenschap met herik (RG Sinapis arvensis-[Stellarietea mediae])
- Rompgemeenschap met zwarte mosterd (RG Brassica nigra-[Stellarietea mediae/Artemisietea vulgaris])

## Fotogalerij

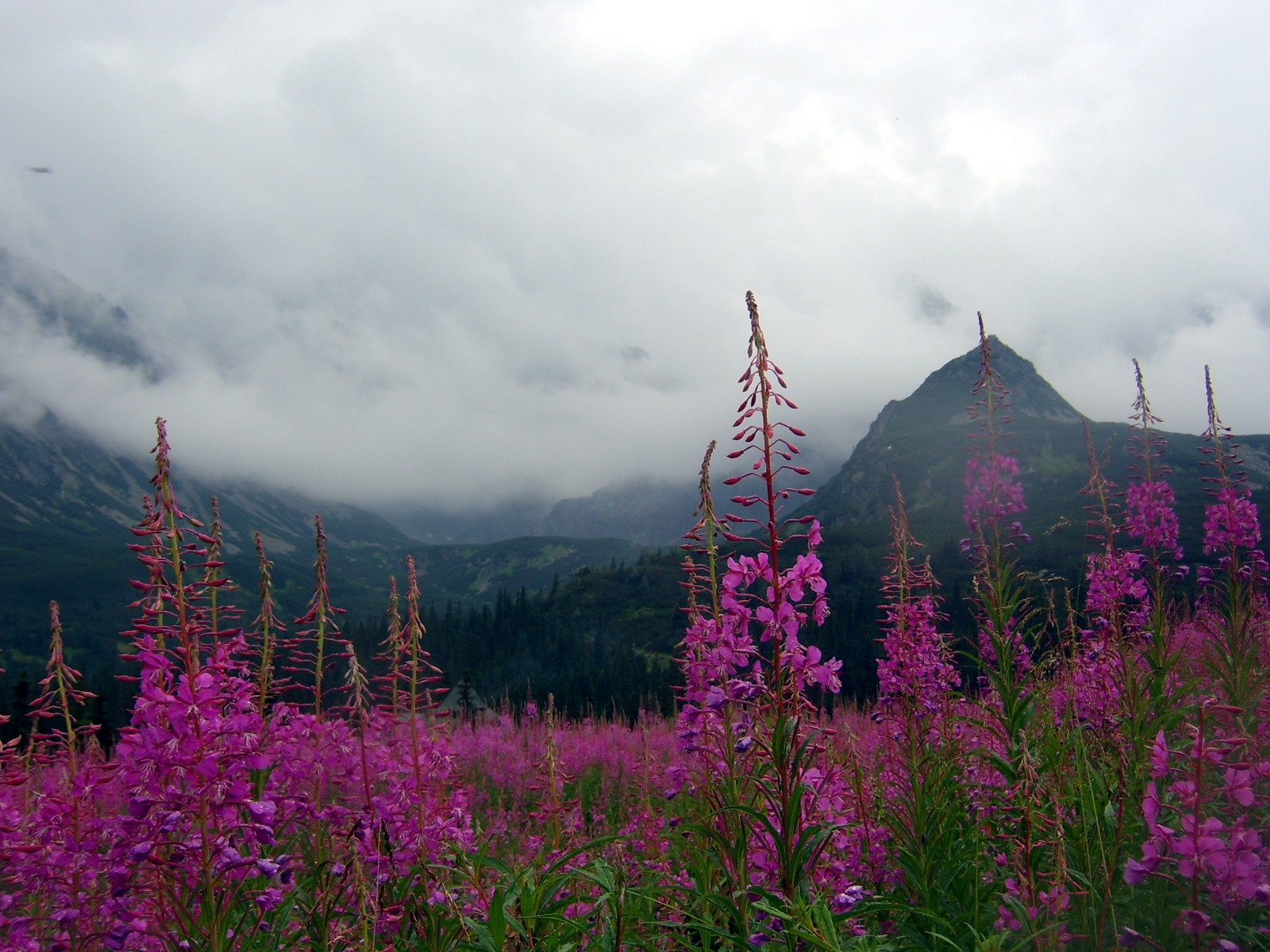
Een ruigte met bloeiende wilgenroosjes
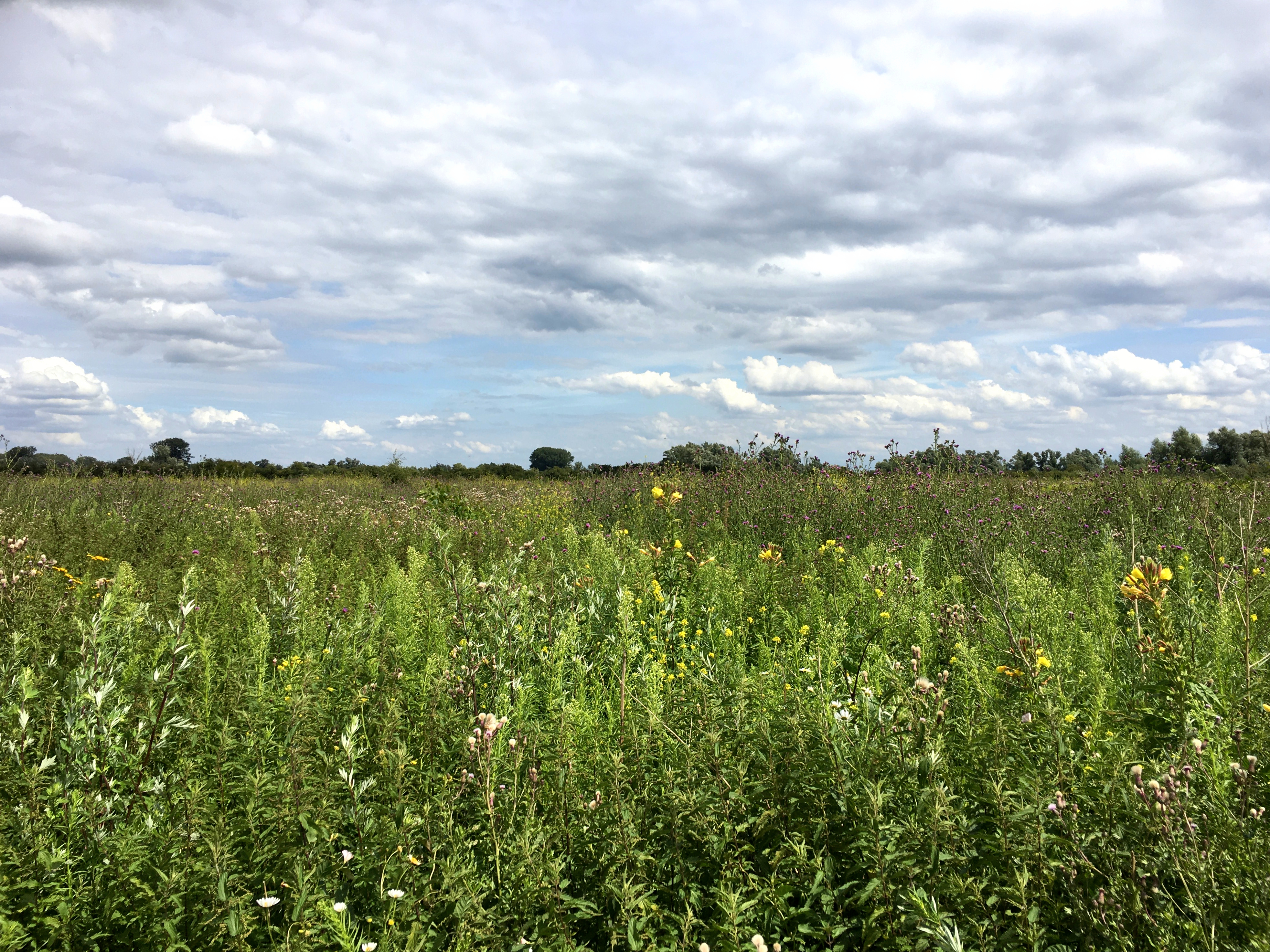
Tamelijk soortenrijke ruigten langs een rivier
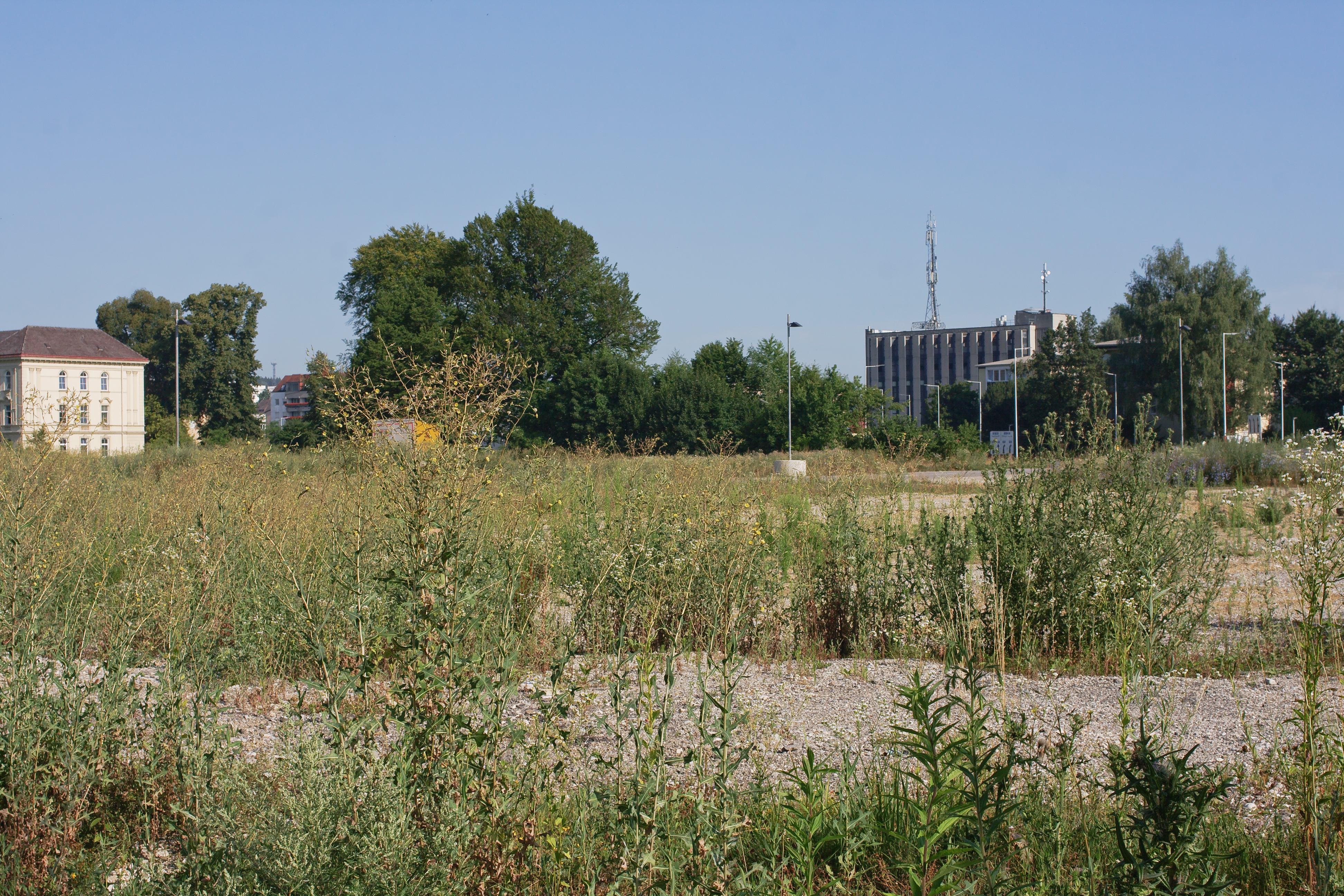
Een ruderale ruigte op een bouwkavel
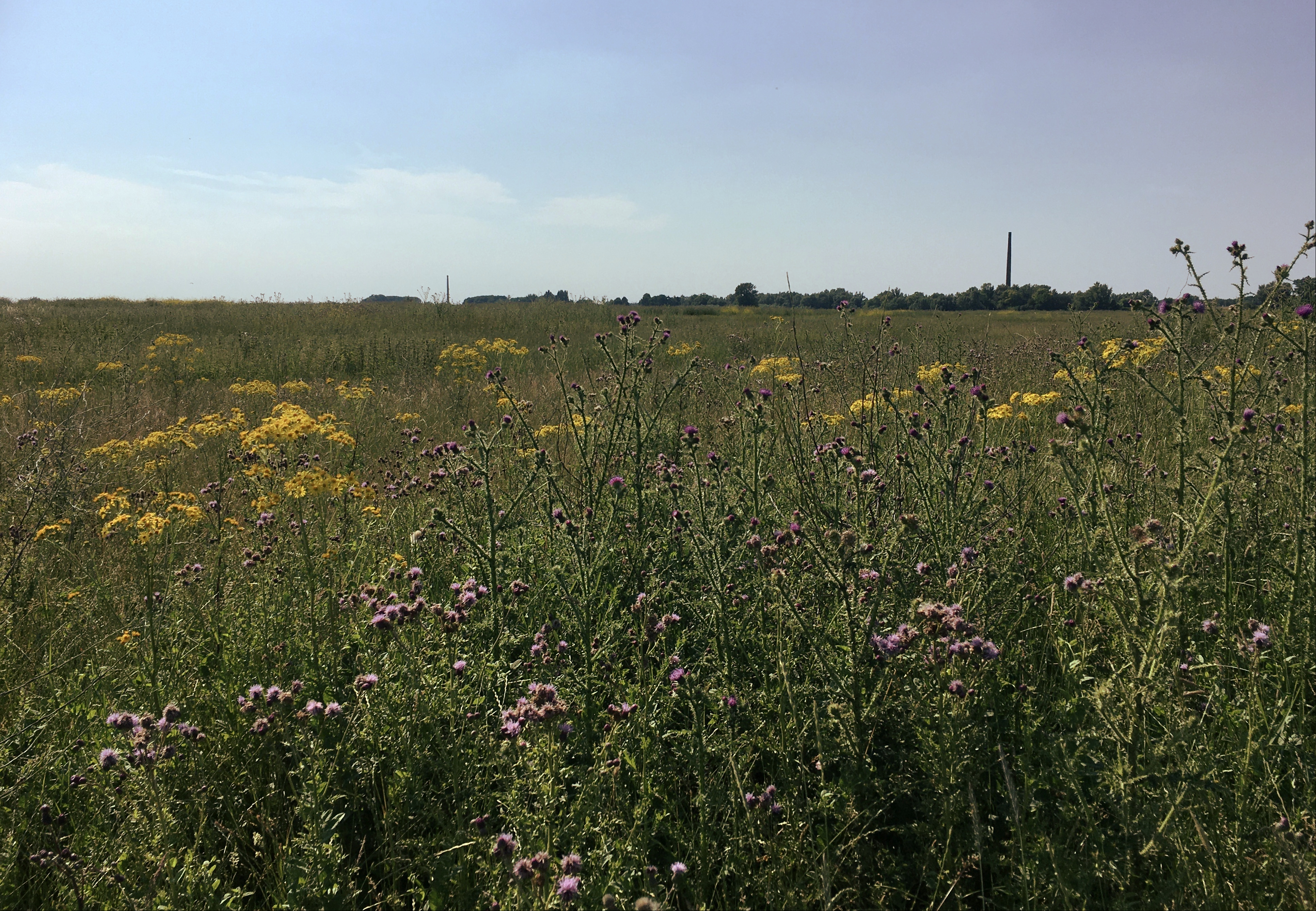
Uitgestrekte ruigten op rivierkomgronden

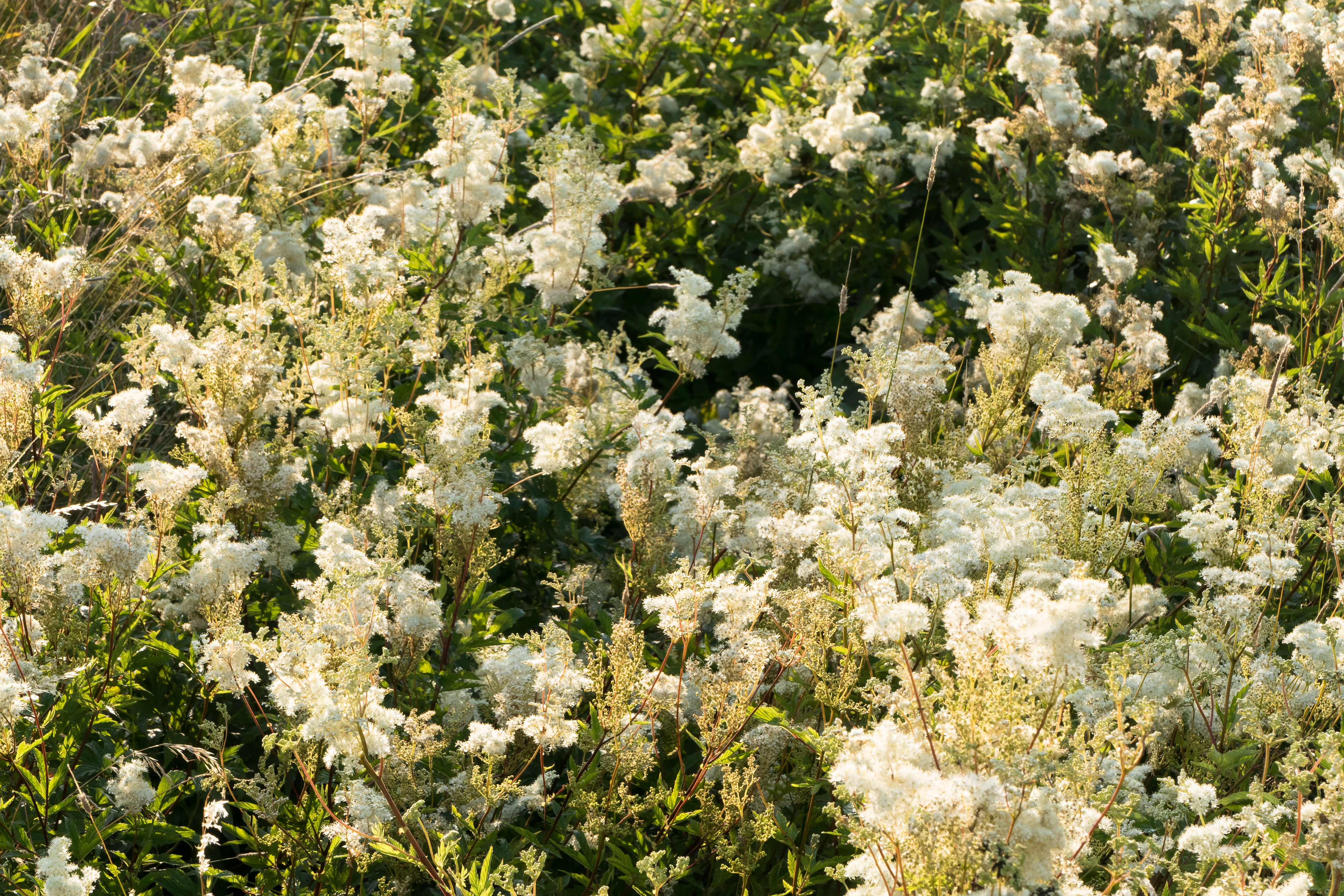
Een natte ruigte met moerasspirea in bloei
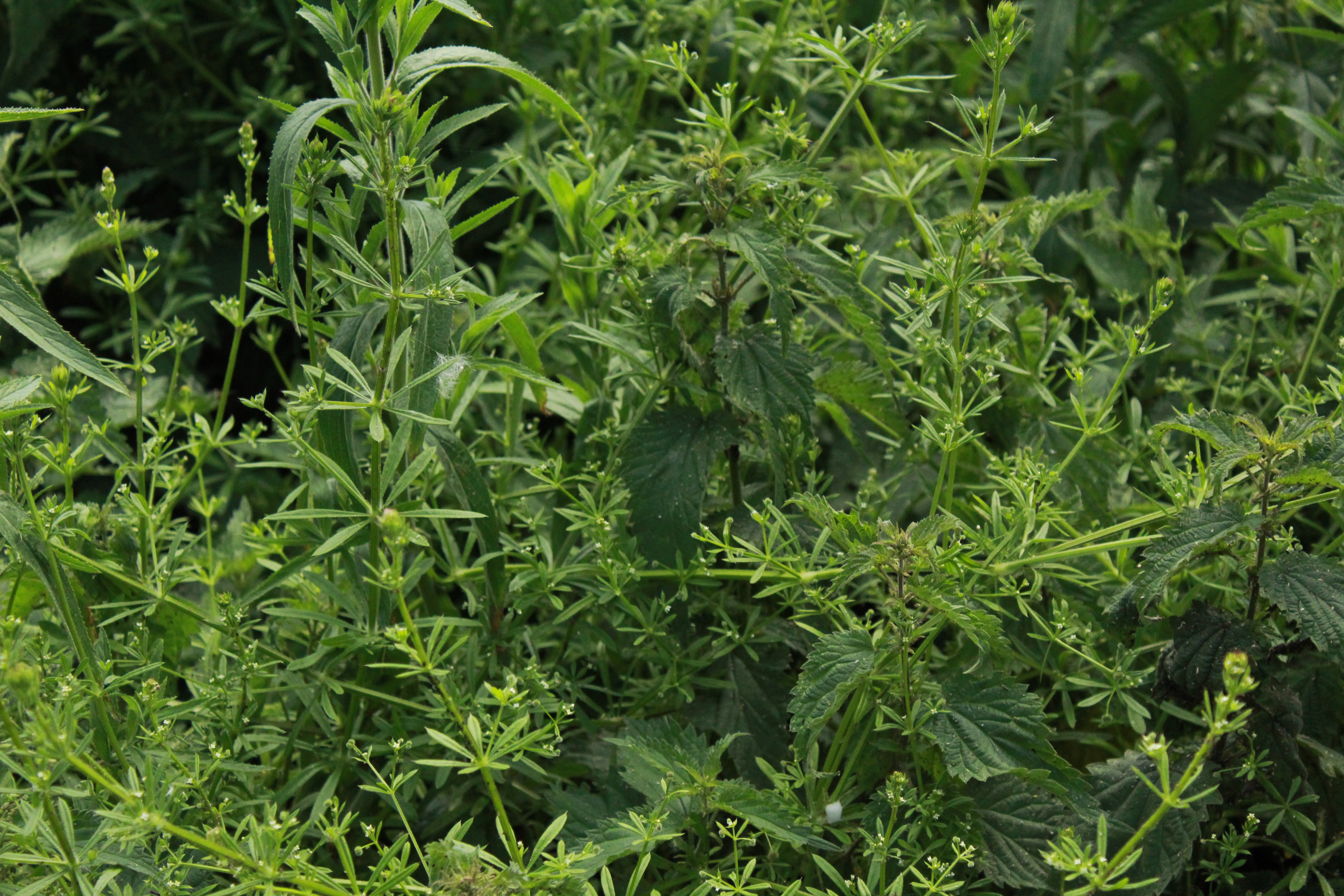
Een nitrofiele zoom in de vorm van een ruigte
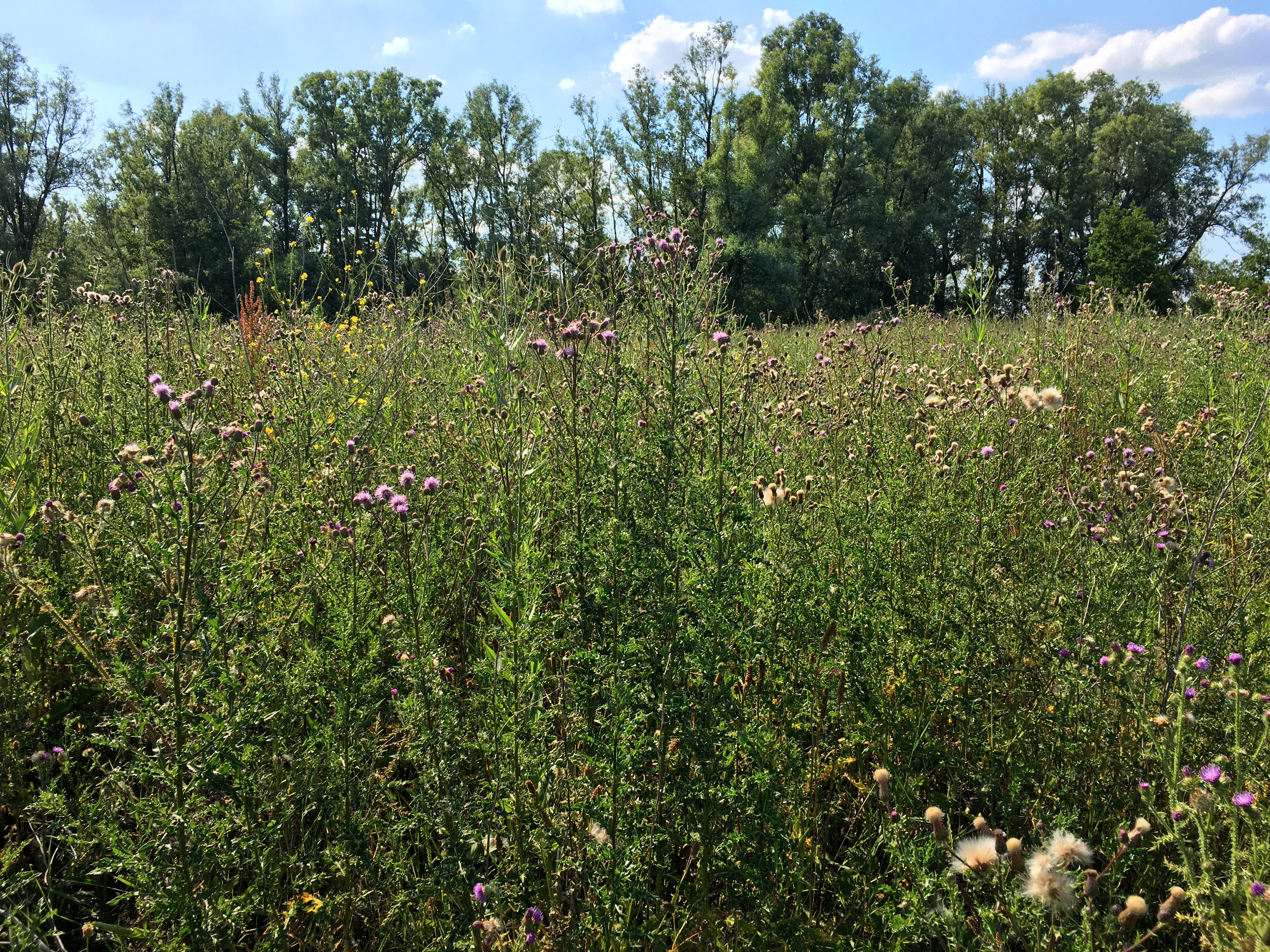
Ruigte in een uiterwaard van de Gelderse Poort

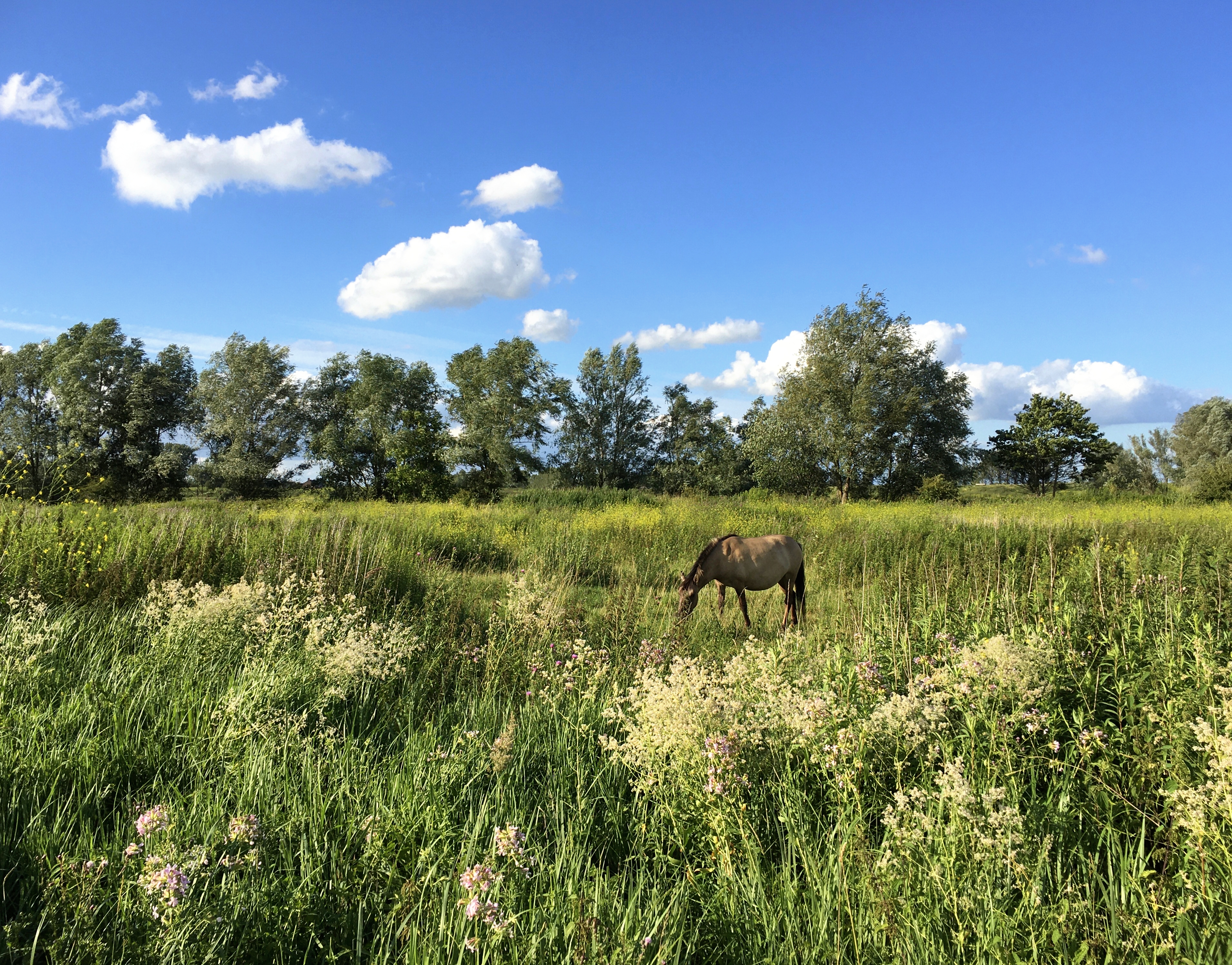
Konikpaard in een bloemrijke ruigte
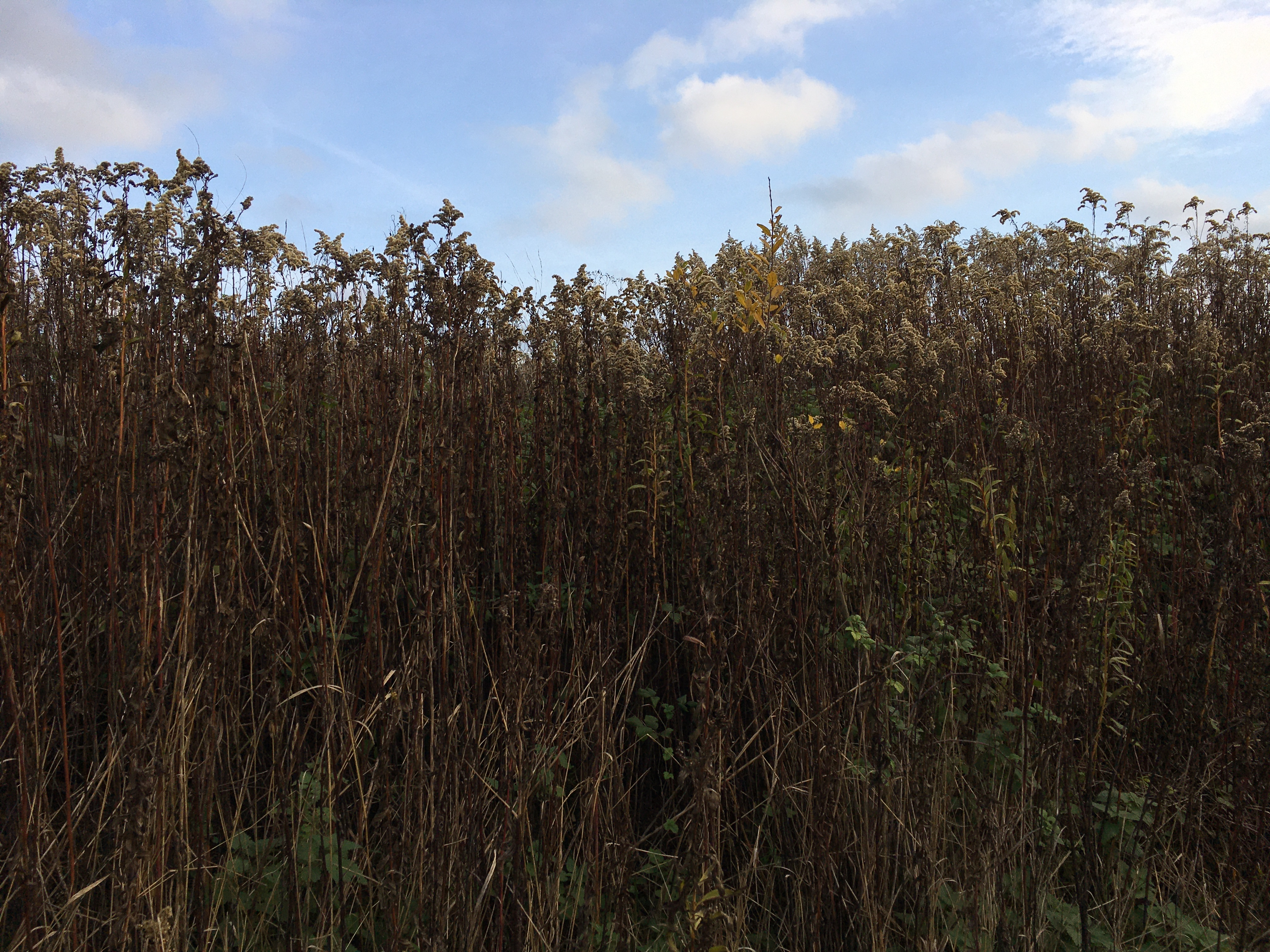
Een ruigte met veel guldenroede in de winter
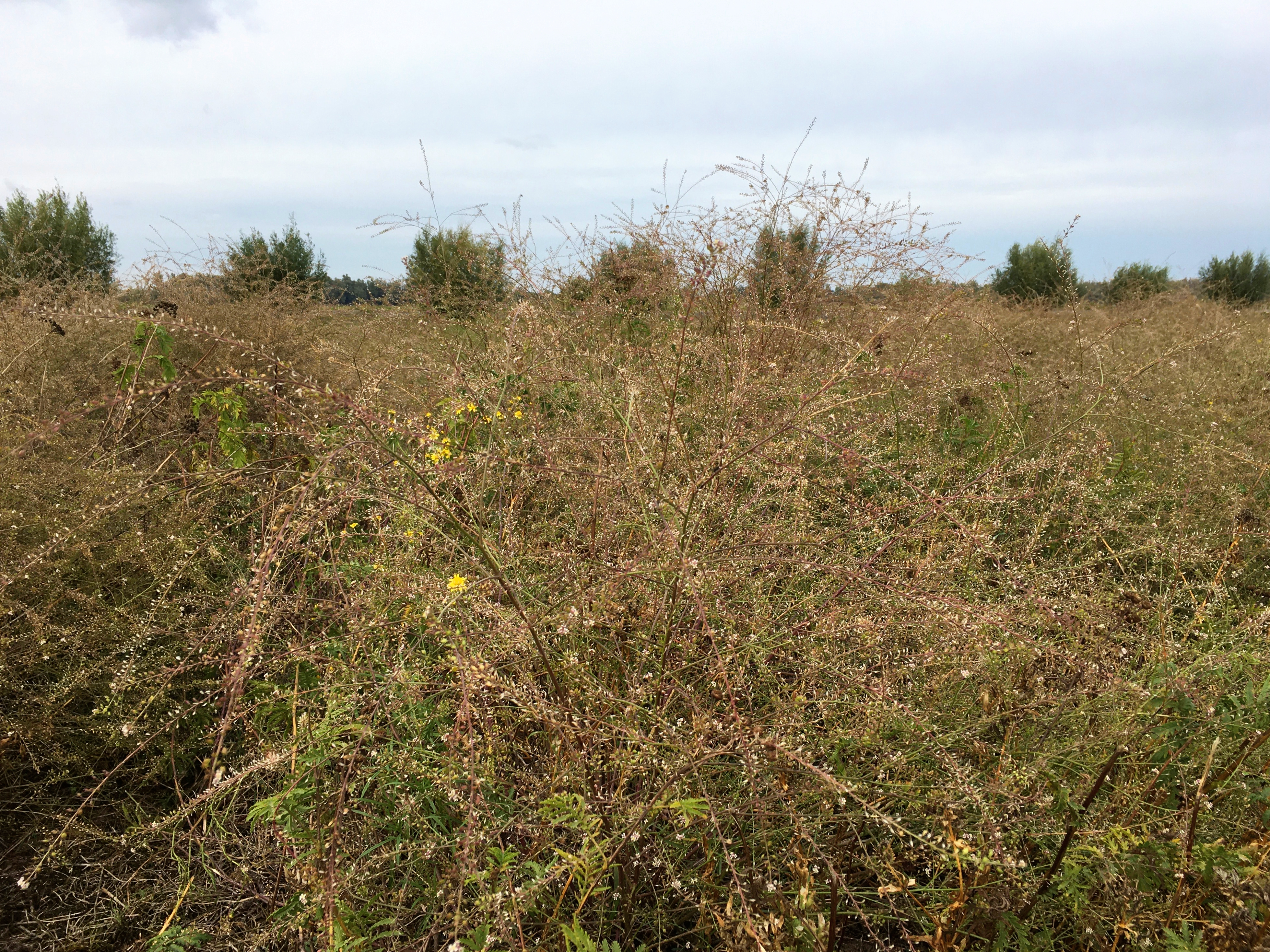
Een ruigte met veel graskers in de herfst